# Herb Brzeszcz
Herb Brzeszcz – jeden z symboli miasta Brzeszcze i gminy Brzeszcze w postaci herbu.

## Wygląd i symbolika
Herb przedstawia złotego orła górnośląskiego z zielono-czarną w pas tarczą sercową na piersi. Znajdują się na niej trzy złote kłosy, w polu dolnym dodatkowo skrzyżowane złote oskardy. 

## Historia
Herb ten powstał w wyniku konkursu rozpisanego przez gminę Brzeszcze w 1962 roku, niedługo po przyznaniu praw miejskich. Jest połączeniem dwóch oddzielnych motywów: orła górnośląskiego, odnoszącego się do dawnej lokalizacji miasta w granicach historycznego Śląska (następnie w Małopolsce) oraz kłosów i oskardów, symbolizujących główne zajęcia ludności: rolnictwo oraz górnictwo.